# Макин, Титус
Титус Макин (англ. Titus Makkin; род. 10 июня 1989, Гонолулу, Гавайи, США) — американский актёр и продюсер, известный по ролям в фильмах «Новичок», «Пилот» и «Порог»
В детстве его семья часто переезжала; его отец был солдатом. Титус начал петь и танцевать, а в возрасте девяти лет принял участие в конкурсе талантов в своей начальной школе. Хотя он знал, что хочет работать в шоу-бизнесе, он не приобрел никакого актерского опыта до окончания средней школы в Сьерра-Виста, Аризона, в 2006 году. После окончания средней школы он был принят в Нью-Йоркскую консерваторию драматических искусств. На первом курсе он был выбран акробатом «Нью-Йорк Никс», который появился на полуночном шоу «Нью-Йорк Никс» в Мэдисон Сквер Гарден. После окончания университета он переехал в Лос-Анджелес, чтобы продолжить свою актерскую карьеру.
Одной из его первых ролей была роль танцора в эпизоде телесериала «Победоносный». В 2010 году он появился в роли танцора в двух эпизодах мыльной оперы «Любовь, ложь, страсть». В том же году он получил повторяющуюся роль второго плана в музыкальном сериале Fox Glee, в котором он играл роль Дэвида до 2012 года в десяти эпизодах. В 2011 году он снялся вместе с Люси Хейл и Фредди Стромой в роли Микки О’Мэлли в Сказке о Золушке «Однажды в сказке». Кроме того, он появлялся в качестве гостя в «The Closer», «Гримме» и «Замке».
В конце февраля 2013 года Макин-младший снялся в роли Лукаса в телесериале The CW «Скрещенные звезды», который транслировался на телеканале с февраля по май 2014 года.
По состоянию на 2021 год Макин-младший занимался созданием музыки под своим онлайн-псевдонимом Butterfly Ali. Он не вернулся на 4 сезон «Новичка», а его персонаж, Джексон Уэст, был убит в первой серии 4 сезона.
Макин появился в эпизоде Морская полиция: Гавайи «Турист» в ноябре 2021 года, и, согласно базе данных Internet Movie Database, планируется, что он появится в двух короткометражных фильмах.